# Wiesen-Schachtelhalm
Der Wiesen-Schachtelhalm oder Hain-Schachtelhalm (Equisetum pratense) ist eine Pflanzenart aus der Gattung Schachtelhalme (Equisetum) innerhalb der Familie der Schachtelhalmgewächse (Equisetaceae). Er ist auf der Nordhalbkugel in Europa, Nordasien und Nordamerika weitverbreitet. 

## Beschreibung

Wiesen-Schachtelhalm (Equisetum pratense), Herbarbeleg

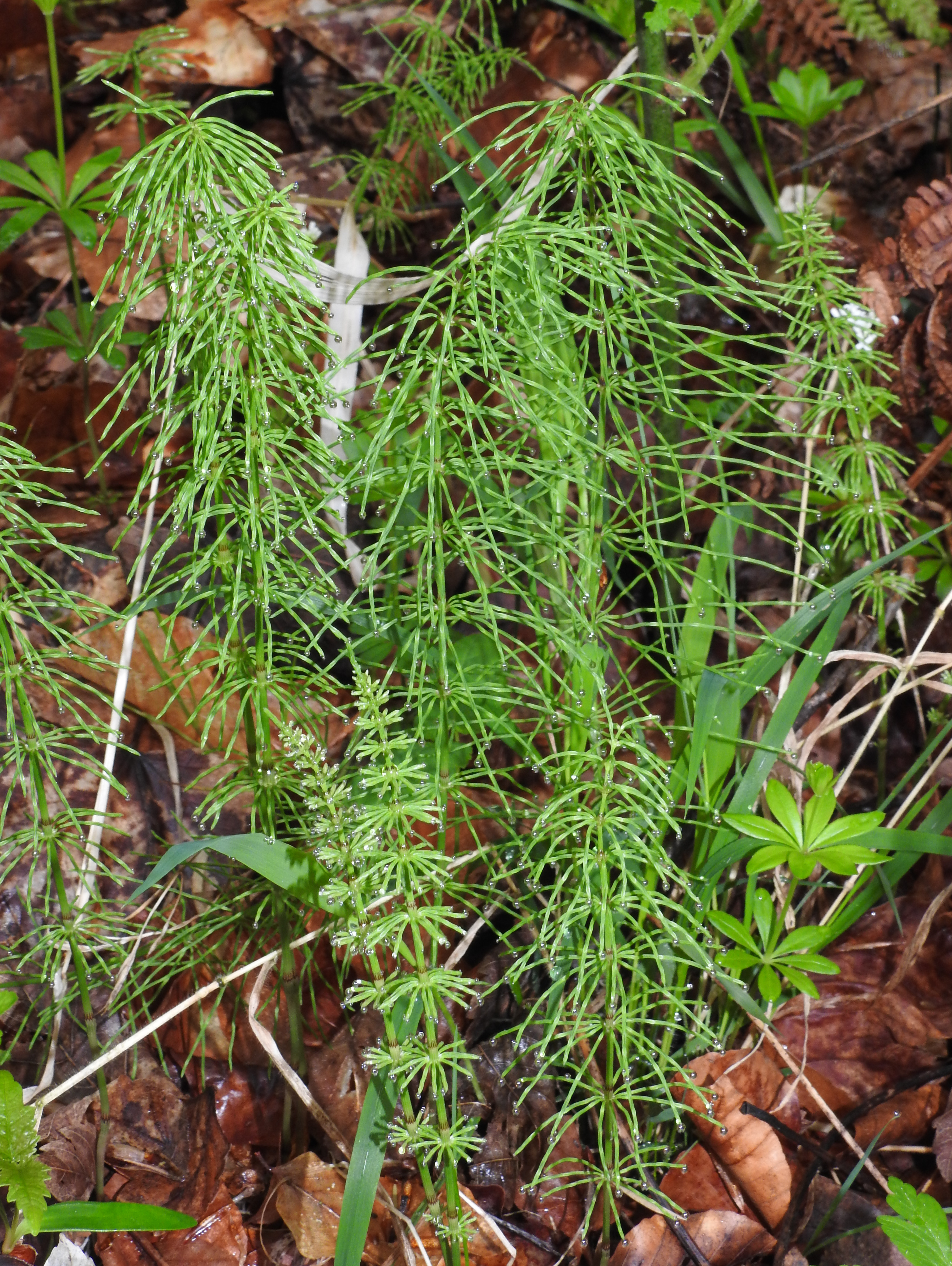
Habitus

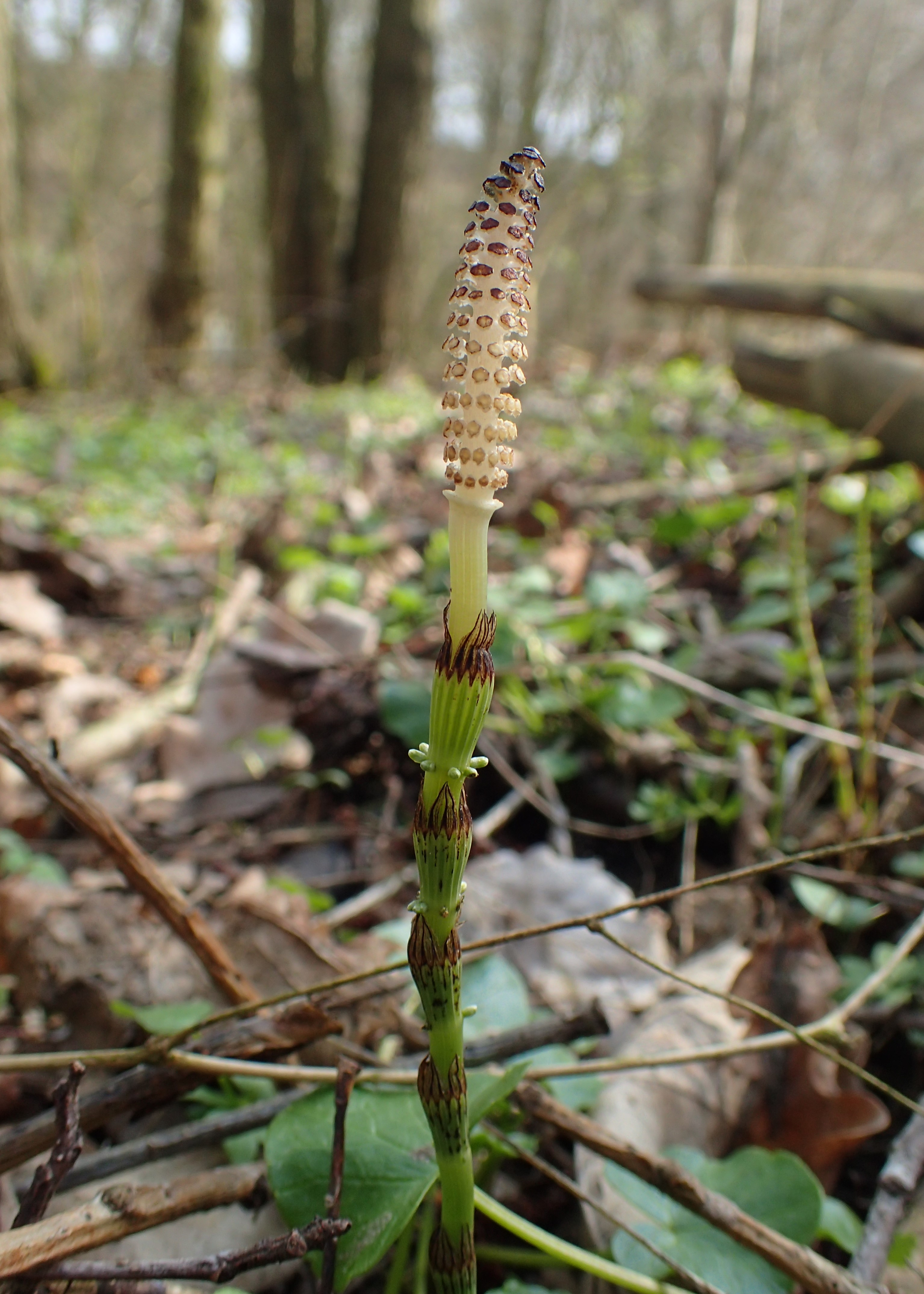
Fertiler Spross

Der Wiesen-Schachtelhalm ist ein Geophyt und erreicht eine Wuchshöhe von 10 bis 30, selten bis zu 60 Zentimetern. Fertile und sterile Sprosse sind bei dieser Art unterschiedlich gestaltet, entwickeln sich aber gleichzeitig. Die fertilen Sprosse sind gelblich-braun und unverzweigt und werden nur 5 bis 15 Zentimeter hoch. Sie ergrünen nach der Sporenreife und verzweigen sich dann auch, wodurch sie dann sterilen Sprossen gleichen. Die sterilen Sprosse sind grasgrün und werden 10 bis 60 Zentimeter hoch. Ihre Sprossspitze ist häufig übergebogen. Die zentrale Höhle des Stängels nimmt über die Hälfte des Stängelquerschnitts ein.
Die Stängelblattscheiden des vegetativen Laubsprosses sind bläulich-grün und trichterförmig erweitert. Ihre Zähne sind frei, bleibend, und sind in gleicher Anzahl wie die 10 bis 20 Stängelrippen vorhanden. Die Zähne sind gleich lang wie die Scheide selbst. Die Seitenäste sind in der Regel unverzweigt, besitzen drei (bis selten fünf) Rippen und sind nicht hohl.
Die Sporangien-Ähre ist stumpf und hat eine Länge von 15 bis 40 Millimetern. Die Sporen werden im April und Juni gebildet.
Die Chromosomenzahl beträgt 2n = 216.

## Vorkommen und Gefährdung
Der Wiesen-Schachtelhalm ist zirkumpolar verbreitet. Er ist ein nordisch-kontinentales, submeridional/montanes bis boreales Florenelement. Er ist auf der Nordhalbkugel in Europa, Nordasien und Nordamerika weitverbreitet. In Europa erstreckt sich sein Areal nordwärts bis Island, Großbritannien, Irland und Nordeuropa, ostwärts bis zum östlichen Teil Mitteleuropas; südwärts bis zu den Alpen und den Karpaten.
In Mitteleuropa kommt der Wiesen-Schachtelhalm in Norddeutschland und in den Ostalpen zerstreut vor, ist ansonsten selten und hat hier die Westgrenze seiner Verbreitung. In einigen deutschen Bundesländern gilt er als stark gefährdet. In Österreich fehlt der Wiesen-Schachtelhalm in Wien und Vorarlberg, ist ansonsten zerstreut bis selten und im Gebiet der Böhmischen Masse und im südöstlichen Alpenvorland gefährdet.
Der Wiesen-Schachtelhalm wächst in feuchten Wäldern, besonders in Au- und Bruchwäldern, und Gebüschen und bevorzugt kalkarme, aber basenreiche sowie feuchte Böden. Er kommt von der montanen bis in die subalpine Höhenstufe vor. Im pflanzensoziologischen System ist er eine Verbandscharakterart der Auenwälder (Alno-Ulmion minoris) und der Eichen-Hainbuchen-Wälder (Carpinion betuli).
Die ökologischen Zeigerwerte nach Landolt & al. 2010 sind in der Schweiz: Feuchtezahl F = 4w+ (sehr feucht aber stark wechselnd), Lichtzahl L = 3 (halbschattig), Reaktionszahl R = 3 (schwach sauer bis neutral), Temperaturzahl T = 2 (subalpin), Nährstoffzahl N = 2 (nährstoffarm), Kontinentalitätszahl K = 4 (subkontinental).

## Belege
- Manfred A. Fischer, Wolfgang Adler, Karl Oswald: Exkursionsflora für Österreich, Liechtenstein und Südtirol. 2., verbesserte und erweiterte Auflage. Land Oberösterreich, Biologiezentrum der Oberösterreichischen Landesmuseen, Linz 2005, ISBN 3-85474-140-5.
- Rudolf Schubert, Klaus Werner, Hermann Meusel (Hrsg.): Exkursionsflora für die Gebiete der DDR und der BRD. Begründet von Werner Rothmaler. 13. Auflage. Band 2: Gefäßpflanzen. Volk und Wissen, Berlin (DDR) 1987, ISBN 3-06-012539-2.
- Siegmund Seybold (Hrsg.): Schmeil-Fitschen interaktiv. CD-ROM, Version 1.1. Quelle & Meyer, Wiebelsheim 2002, ISBN 3-494-01327-6.